# Festival médiéval de Sedan
Le Festival médiéval de Sedan est une animation historique et festive, créée en 1996, associant des spectacles, de la musique, des défilés, des échoppes, du théâtre de rue, des démonstrations, des jeux, etc. Il se déroule à Sedan, le troisième week-end de mai.
La création de ce festival s'est inscrite dans une série d'actions de la ville de Sedan pour dynamiser l'activité touristique autour de son patrimoine. La première édition était en 1996 et le succès populaire a été rapide. La manifestation attire désormais un public régulier (en moyenne près de 14 000 entrées payantes) issu de la région Champagne-Ardenne mais aussi des territoires et pays limitrophes. Cette manifestation autour de l'histoire et l'imaginaire médiéval est caractérisée également par la participation de nombreuses associations locales.
En 2009, la ville de Sedan a décidé de créer un partenariat privé/public autour du château-fort et des animations s'y rattachant (Société d'Économie Mixte Château et Compagnie), dont notamment ce festival médiéval. Une société d’économie mixte a été créée et a obtenu pour 10 ans un contrat d'affermage sur ce périmètre.

## Objectif
L'objectif initial de l'événement est de promouvoir et de dynamiser l'activité touristique à Sedan autour de son château fort. Le succès croissant de ce festival en a fait un événement majeur ne se limitant pas à la seule région de Sedan.

## Historique

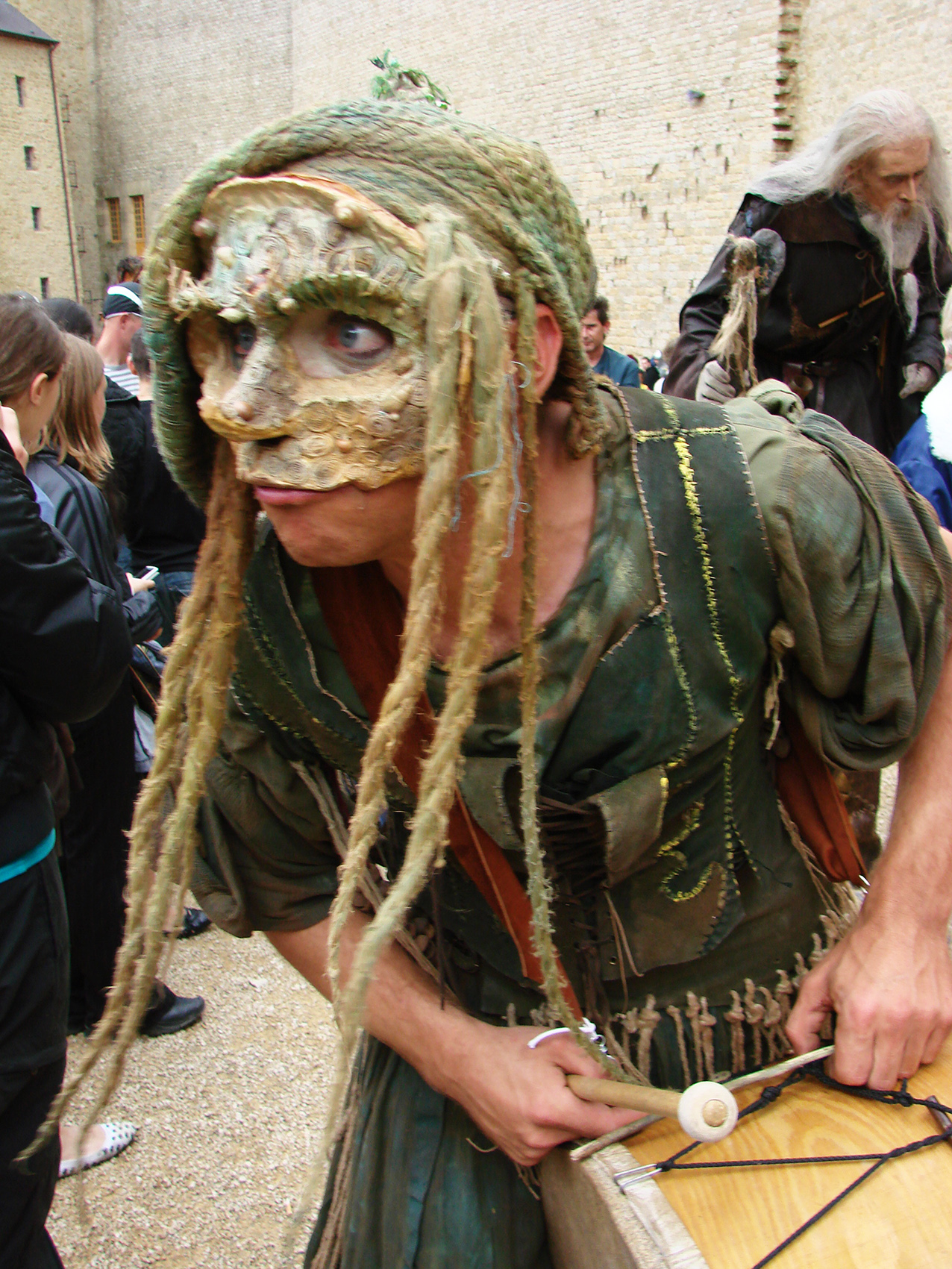
Musicien

En 1987, un projet global de mise en valeur du château, propriété de la ville, est lancé.
Au-delà des travaux empêchant la dégradation de ce monument historique, il s'agit  d'utiliser ce bâti spectaculaire pour dynamiser l'activité touristique de Sedan.
En 1995, le musée d'histoire locale installé dans le château devient un parcours d'interprétation, l'Historium géré par la municipalité.
En 1996, c'est la première édition du festival médiéval, organisé sous l'égide de la municipalité il fut un franc succès populaire. L'opération se renouvelle dès lors d'année en année, et le nombre de spectateurs et d'entrées payantes augmente régulièrement. Cet événement devient l'une des principales animations touristiques de la région Champagne-Ardenne.
En 2000, la ville de Sedan reçoit le label Ville d'art et d'histoire.
En 2003, un hôtel trois étoiles est aménagé à l'intérieur du château par un partenariat associant la ville et un opérateur hôtelier privé, France Patrimoine.
En 2006, des conditions météorologiques exceptionnelles, une tempête et un mauvais temps persistant perturbent le festival provoquant cette année là une baisse de fréquentation.
En juin 2009, la société d’économie mixte Château et Compagnie obtient pour 10 ans le contrat d'affermage du château-fort et des animations qui lui sont liées. Contrôlée à 65 % pour la ville de Sedan, à 15 % par le Conseil général, à 10 % par le Crédit Agricole et la Caisse d’Épargne et à 10 % par divers opérateurs touristiques locaux dont notamment France Patrimoine, cette société au capital de 150 000 euros est constituée pour satisfaire aux recommandations émises par la Cour régionale des Comptes en 1999 et 2004. Cette instance préconisait de séparer le budget du château-fort de celui de l'office de tourisme et de la municipalité.
Faire le choix d'une structure de société d’économie mixte, c'est parier sur un budget bénéficiaire ou au minimum à l'équilibre ! Objectif non rempli en 2012. Le déficit a été de 54 000 euros sur un budget de 182 000 euros HT, dont 88 500 euros de recettes commerciales et 93 500 euros d'aides publiques.

## Les animations clés
Chaque année, des manifestations et spectacles spécifiques se greffent sur une série d'animations dans le château, autour du château, dans les rues de la ville, voire en forêt.
On peut citer notamment :
- Un ou plusieurs défilés dont un défilé à la lueur des flambeaux,
- Des campements autour du château. Il s'agit d'expositions et d'animations sur la vie médiévale : la cuisine médiévale, les armes médiévales, les machines de guerre, la médecine et la chirurgie, l'histoire des ordres de chevalerie, la teinture de laine, le forgeron, le maître verrier, la fabrication de vêtement, etc. Y participent notamment selon les années  la Compagnie du Crépuscule, la Confrérie Hospitalière du Haynault, la Famille du Ravin Malguerre, les Faydits de Champagne, les Barbillons du Val des Sacres, etc.
- Un espace enfants qui évolue également en fonction des années : jeux médiévaux, mini-ferme, ateliers de calligraphie médiévale et initiation à l’art de l’enluminure.
- Des spectacles sur scène et spectacles de rue, avec différentes troupes théâtrales d'une année sur l'autre, notamment la compagnie Entr'Act, la compagnie Arcadia Théâtre, Baladin Animations, Vagarem, le Cercle Artistique Sedanais, le Cercle Pierre Bayle, les Lavandières de Frénois Animation, les échassiers de la Compagnie Tête en l'Air, le Théâtre de la Grande oreille, etc.
- Des spectacles de fauconnerie,
- Des stands de restauration, tavernes, photographes,
- Des jeux familiaux, animées quelquefois par des associations de quartier de Sedan s'impliquant dans cette fête et reprenant des jeux traditionnels, par exemple des jeux de quille avec l'union du quartier du fond de Givonne.
- Des démonstrations de tir à l'arc et à l'arbalète avec la Flèche Sedanaise et… la Compagnie de Chasseurs de Dragons de Sedan.

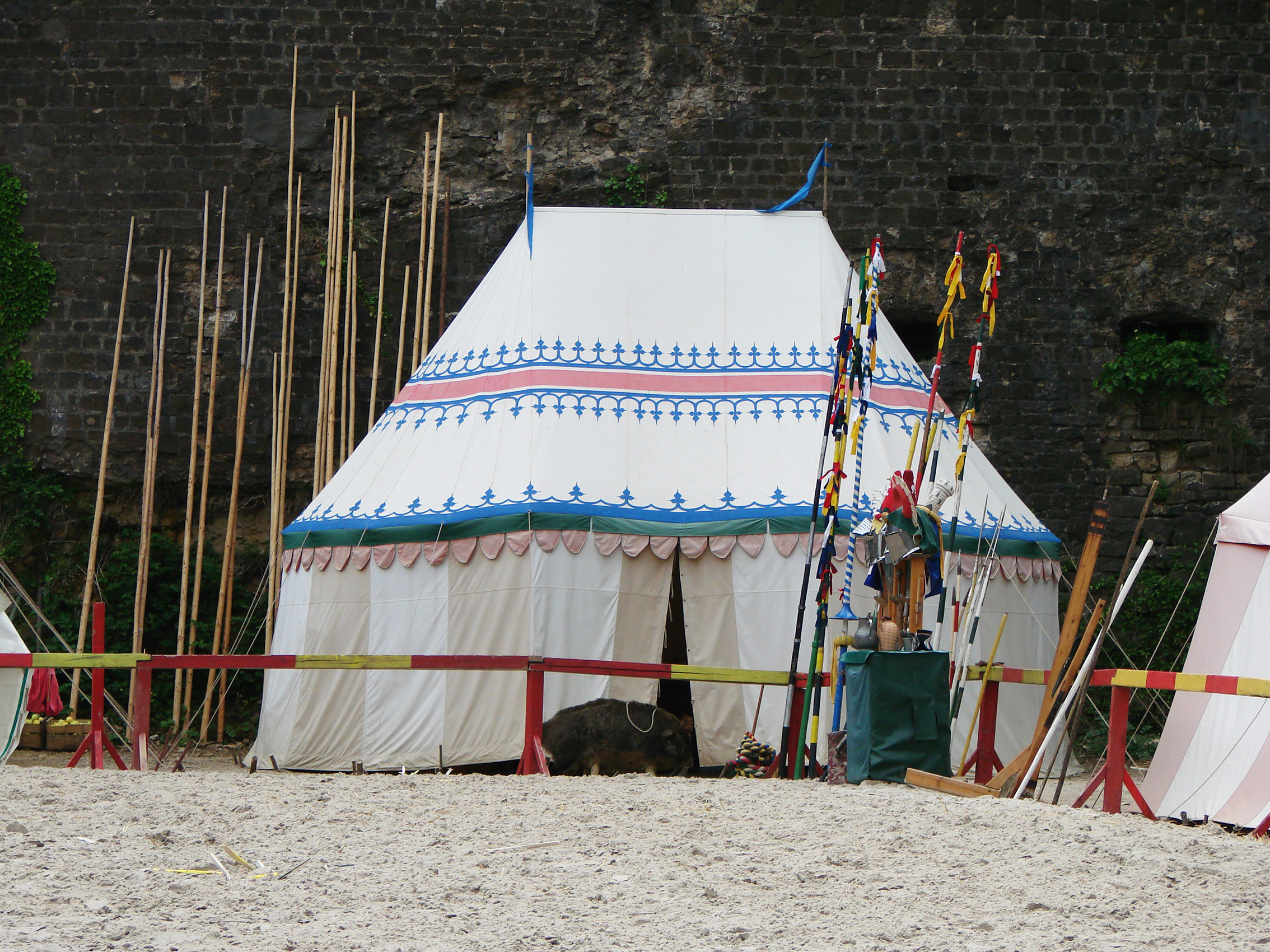
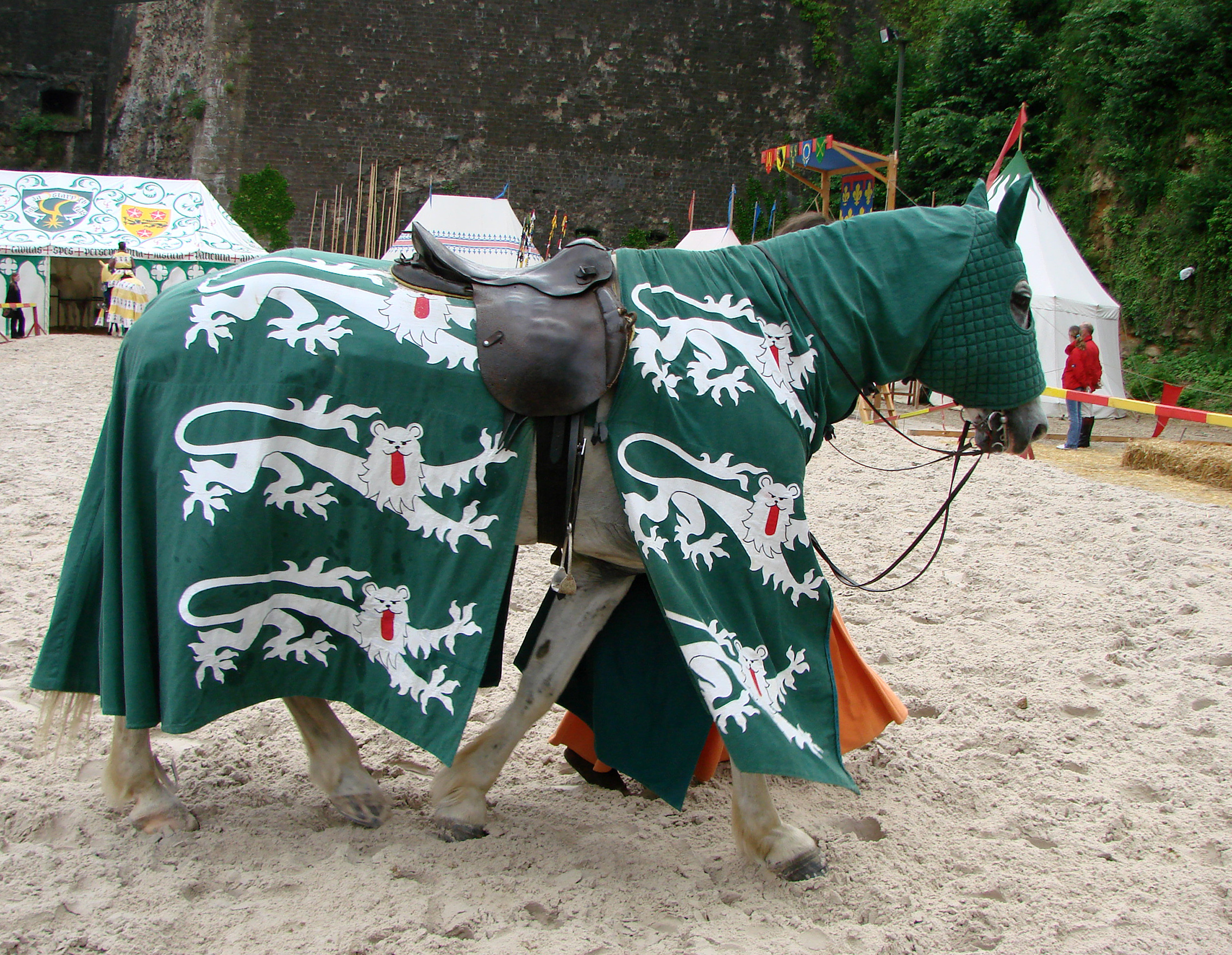
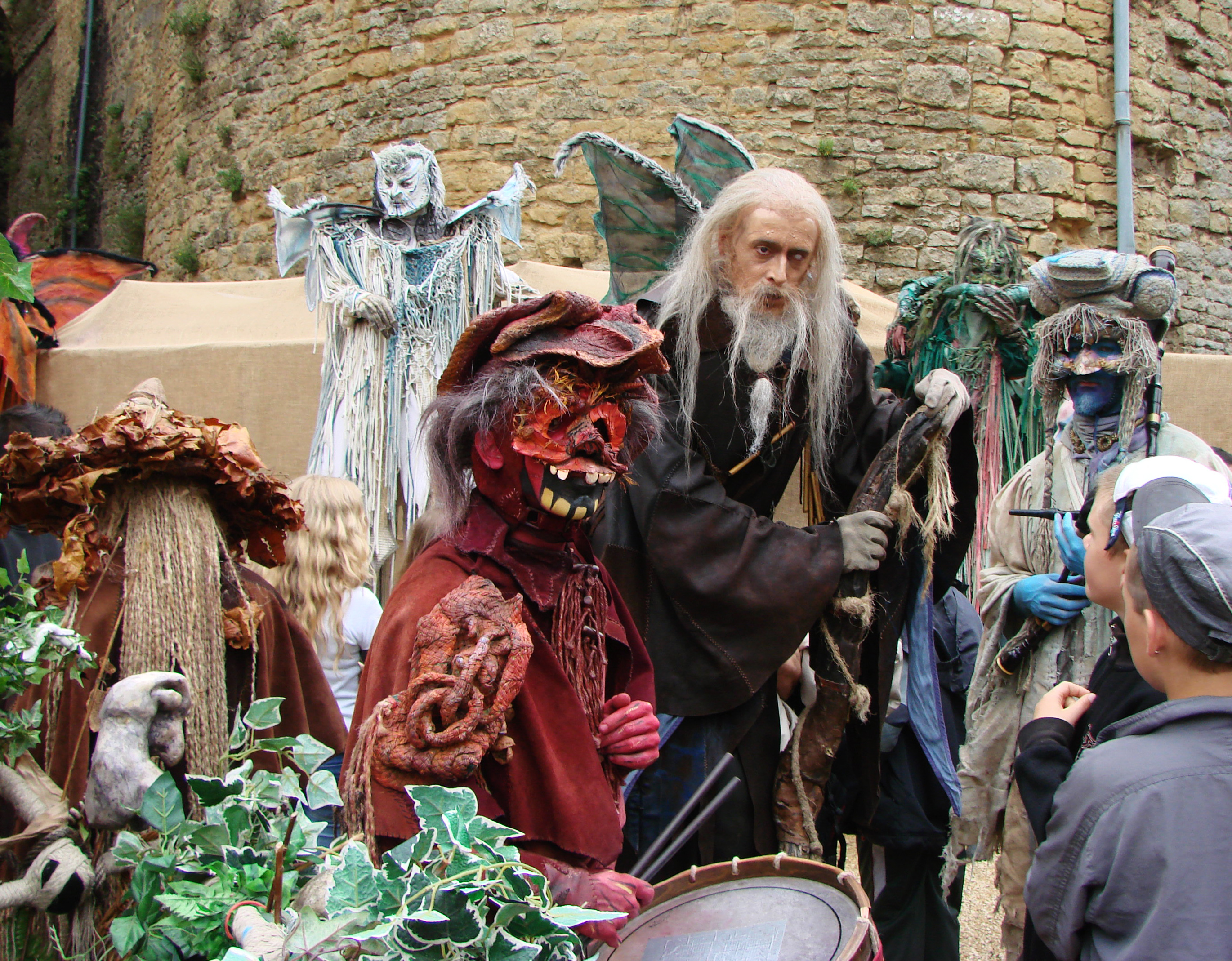
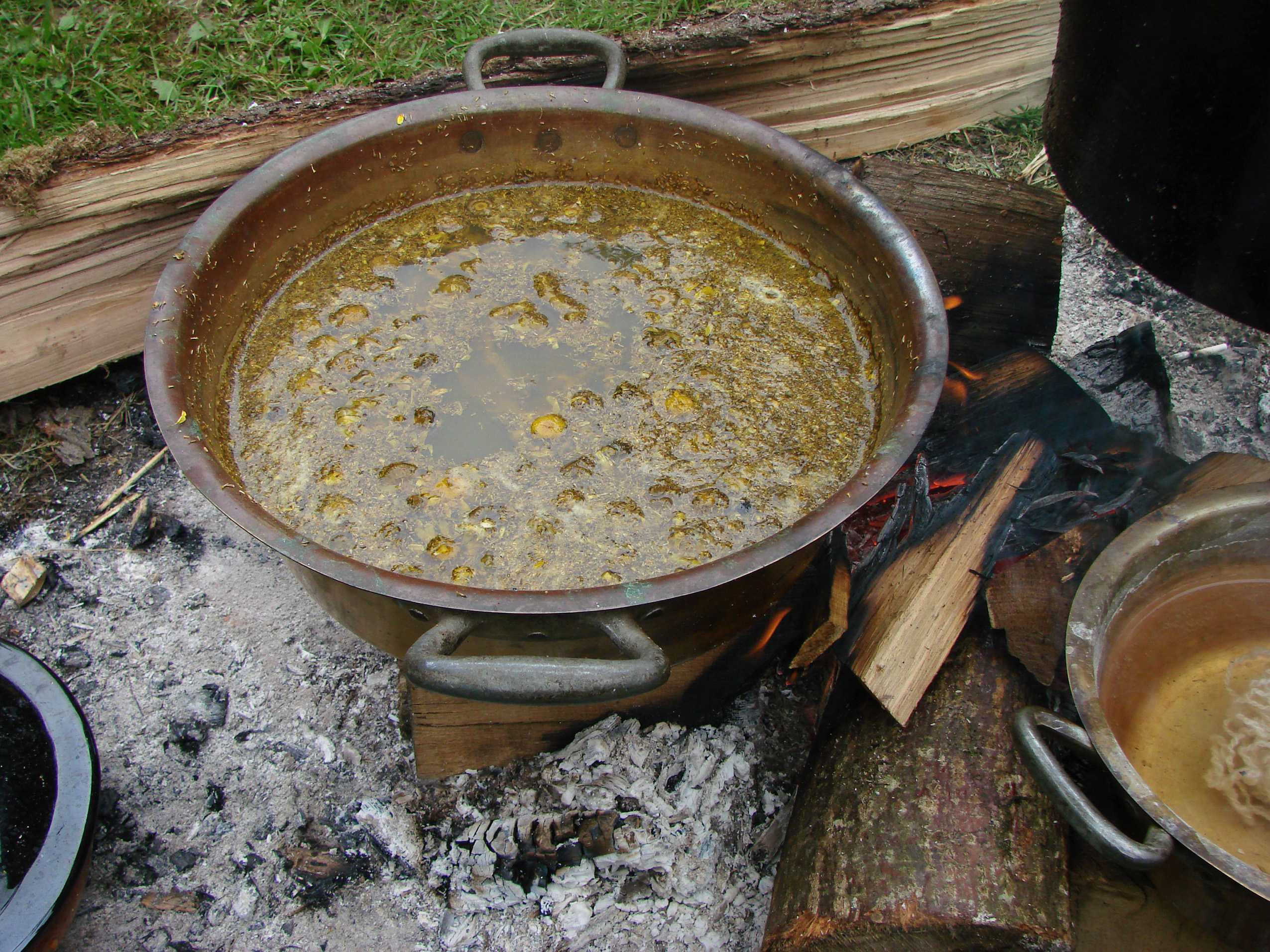
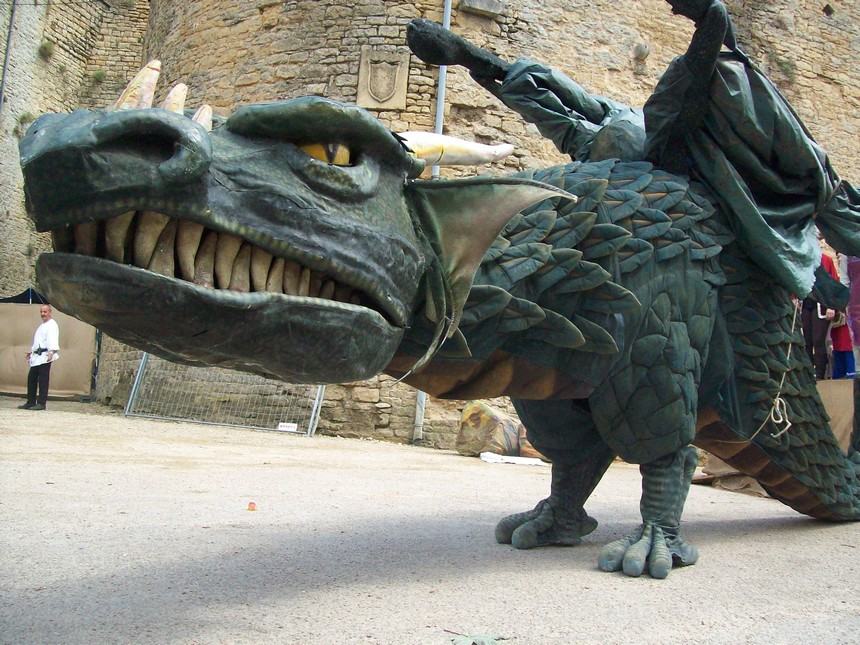

- Des échoppes d'artisans,
- Un marché médiéval
- Un tournoi de chevalerie.

## Les faits marquants de quelques éditions

### Édition 2014
17 et 18 mai 2014 (19e édition).
En plus des animations habituelles, cette édition est marquée par la participation des Dragons de Cormyr, une troupe entièrement féminine d'acrobatie, jonglerie, musique et danse, et par quatre ateliers du Château d'Eaucourt, venus de la Somme : taille de pierres, fonte de métal, travail du bois et travail du cuir. Une mascotte est associée aux différentes manifestations, Raymond le Marmiton.

### Édition 2013
18 et 19 mai 2013 (18e édition).
Des spectacles par huit compagnies, dont la Confrérie des Hospitaliers du Haynault et dont deux compagnies nouvelles : Helgardh et ses compagnons, et la Confrérie Oubliée.
De la musique : les musiciens et chanteurs de Tornals, la compagnie Entr’act, Al Cantara, son duo de veuzes, son percussionniste, son jongleur et sa danseuse orientale.
Les campements médiévaux, les associations ardennaises, la  ferme d’Ambiance Pastorale, le marché médiéval, la compagnie Vrehnd et ses jeux médiévaux pour enfants, l'école des Baladins, les photos en costume d’époque avec Sissi Princess Studio, les vols de rapaces, les Moines de St-Jacques et les animations monastiques, etc.
De nombreuses associations locales. Le nouveau circuit de visite du Château, ouvert toute la journée et les visites nocturnes aux flambeaux. Deux grands cortèges  samedi soir et dimanche après-midi.

### Édition 2012
19 et 20 mai 2012 (17e édition).
L'invité d'honneur est l'Association Sans But Lucratif des Amis du Château de Neufchâteau. En effet ces deux villes sont liées par Évrard III de La Marck seigneur de Neufchâteau et fondateur du château de Sedan. Ce choix met en exergue le caractère transfrontalier du festival.
Parmi les points forts de cette édition 2012, la compagnie Tal'harn, jouant les gargouilles, a été mise en exergue. Elle s'était déjà produite dans des éditions antérieures avec un certain succès.
La compagnie des Compagnons de la Verte Tente, experte en maniement de la couleuvrine, s'est produite pour la première fois, ainsi que la compagnie des Templiers du Comté de Franchimont.
De nombreuses associations locales s'investissent comme d'habitude dans l'événement:  le cercle Pierre-Bayle, le cercle artistique de Sedan, la flèche sedanaise, les lavandières de Frénois, l'association Regard sur le passé, les centres sociaux de la ville…On retrouve aussi les classiques comme  le spectacle de fauconnerie, le Sissi princess studio (photos en chevalier et princesse), les troupes musicales, les saltimbanques, etc.
13 000 entrées payantes. Une année difficile marquée notamment par l'annonce de la réduction de la subvention du conseil général peu de temps avant le début du festival,.

### Édition 2011
21 et 22 mai 2011 (16e édition)

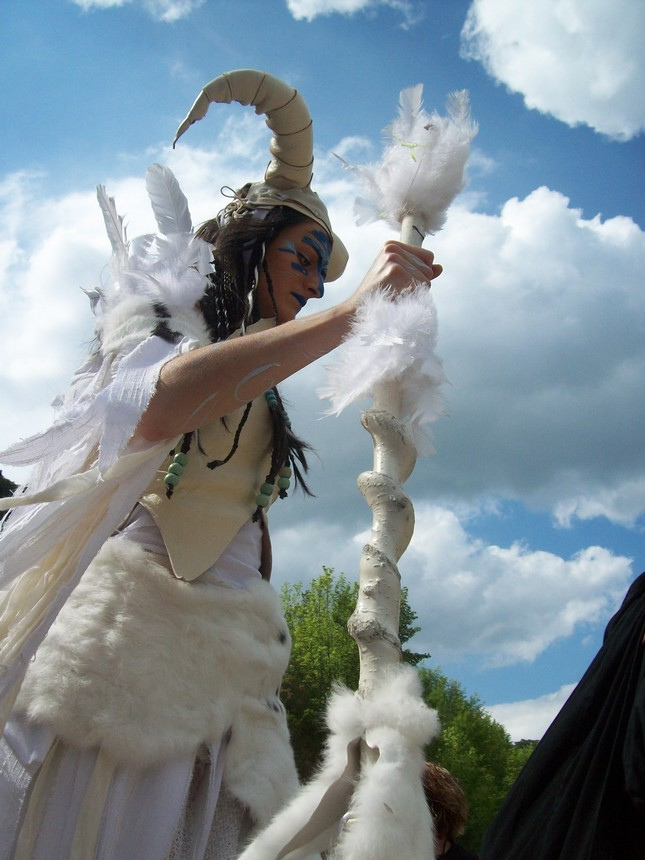
Sorcier (édition 2011)

La 16e édition du festival met à l’honneur un dragon cracheur de feu de quatre mètres de long de la troupe Normani, originaire de Slovaquie.
Un grand spectacle est également monté, dans la cour du château, intitulé Sigurg et le Dragon, inspiré d’une légende viking. C'est une création du Cercle Artistique Sedanais.
13 623 entrées payantes.

### Édition 2010
15 et 16 mai 2010.
C'est le premier festival mis en œuvre par la toute récente société d'économie mixte Château et Compagnies.
Les figures de proue de cette 15e édition sont un couple de géants : Dame Mathilde, comtesse de Dammartin-en-Goële, et Jehan D’Estaires, valeureux chevalier du Nord-Pas-De-Calais, respectivement haut de 4 mètres 50 et 5 mètres.

Plus d'une soixantaine de géants participent à l'animation du festival.

Les Géants du Nord  sont des personnages traditionnels nés vers le XVe siècle, construits en carton pâte armé d’une structure d’osier avec des têtes sculptées dans le bois. Aujourd’hui, les géants sont classés à l’Unesco au Patrimoine oral et immatériel de l’humanité.
La musique est également  à l’honneur dans cette édition du festival, avec beaucoup de déambulation.
14 030 entrées payantes.

### Édition 2009
En 2009, la Ville de Namur est l'invitée d’honneur du festival avec, notamment la Confrérie de la Malemort qui présente son spectacle " La Peste des compagnies "… avec attaque du château.
10 627 entrées payantes.

### Édition 2008
18 et 19 mai 2008
L’association qui organise chaque année les évènements historiques de la commune de Coucy-le-Château, dans l'Aisne, est l'invité d'honneur.
La compagnie de théâtre Les Lions de Flandres présente également son nouveau spectacle : Les Elixirs de Cornélius.
11 000 entrées payantes.

### Édition 2007
19 et 20 mai 2007
Le thème principal de cette année  2007 est la Sorcellerie et l'invité d'honneur est la ville de Reims, avec les figurants des Fêtes johanniques de Reims.
14 000 entrées payantes.

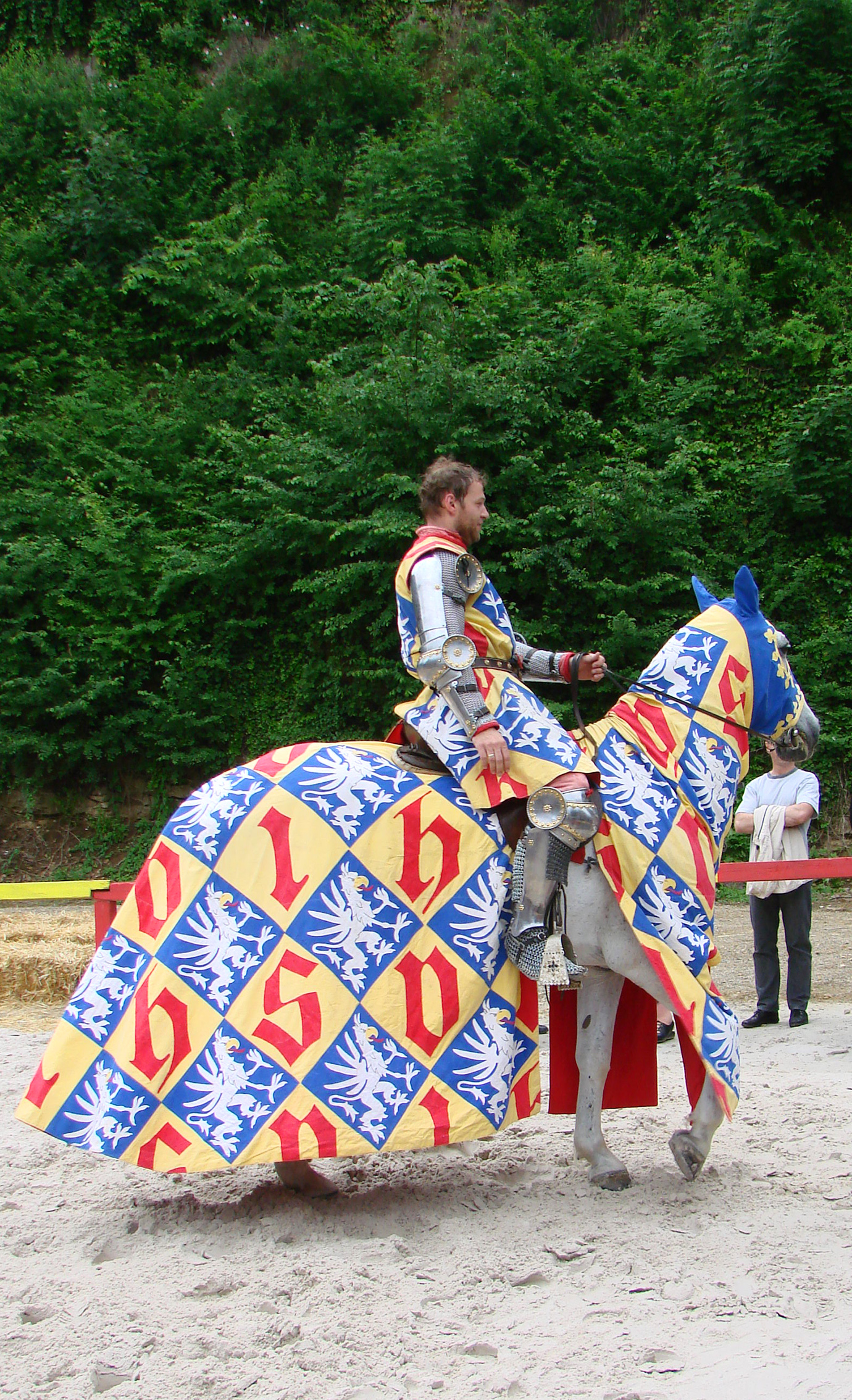
Chevalier du tournoi
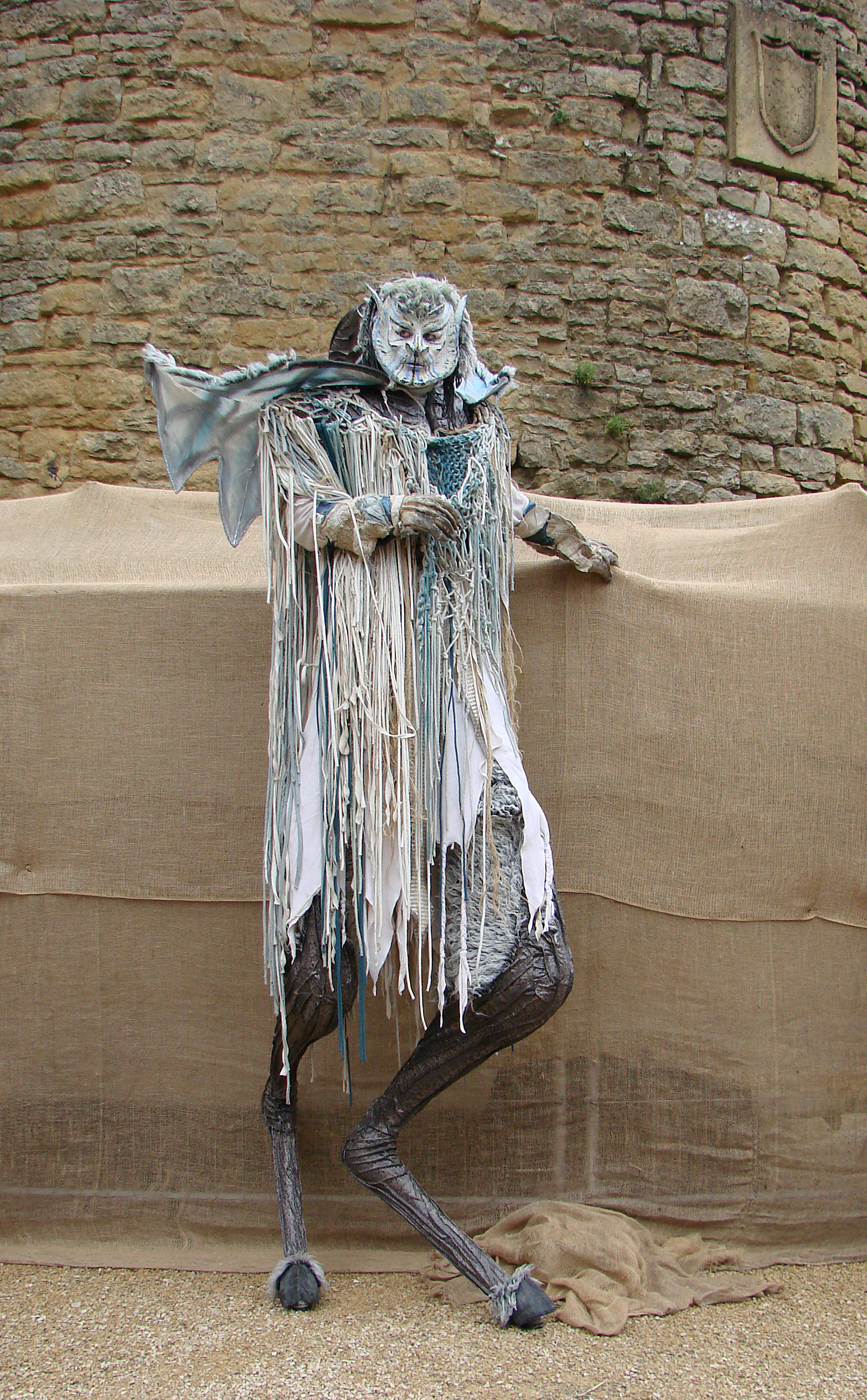
Gargouilles
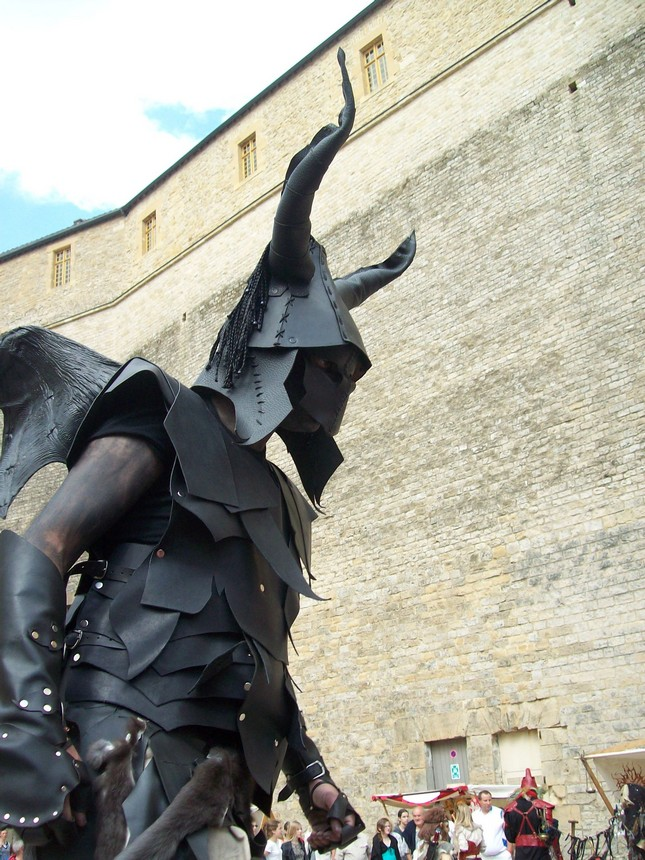
Combattant
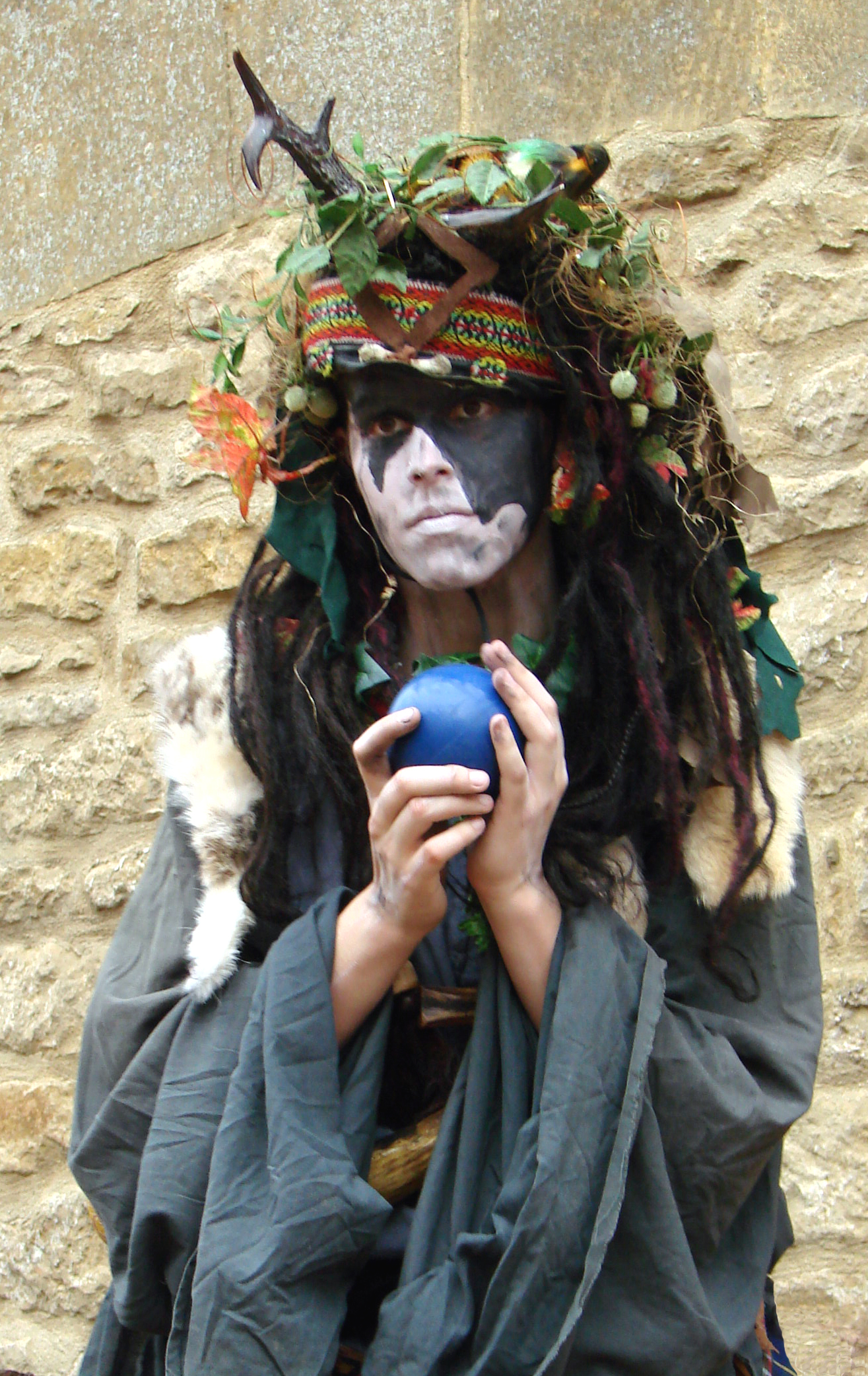
Chimère
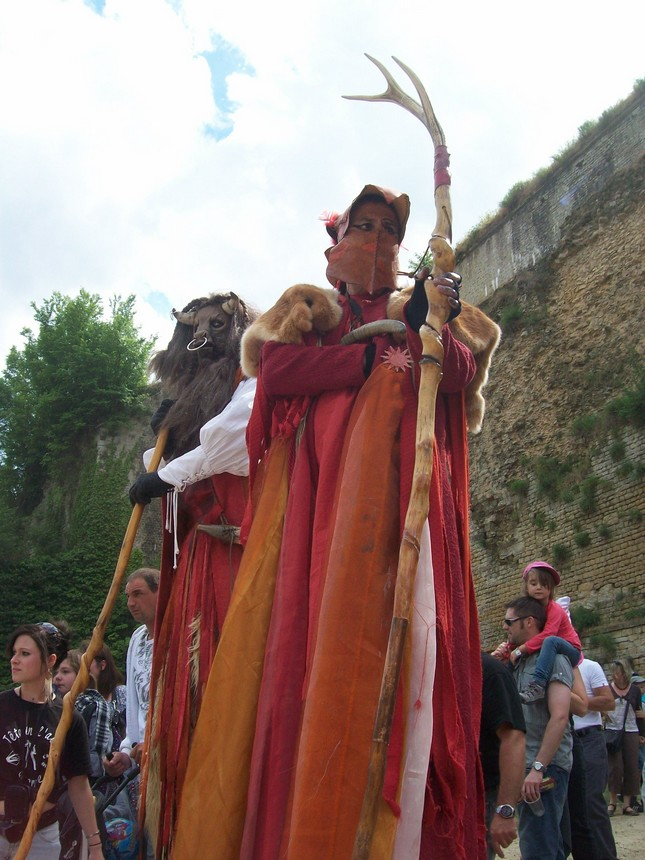
Échassiers
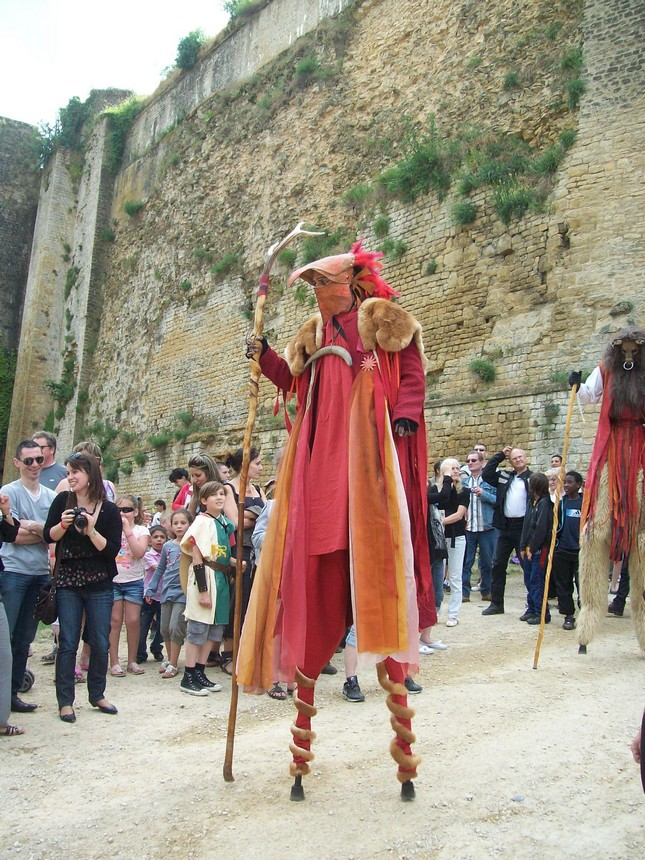
Échassier

### Édition 2006
19 et 20 mai 2006
La ville de Troyes est l'invité d'honneur.
Mais cette onzième édition du festival est surtout marquée par un coup de vent la veille de l'inauguration qui met à mal bien des échoppes, et par la pluie et la grêle le premier jour. Grosse chute de fréquentation…
8 000 entrées payantes.

### Édition 2005
21 et 22 mai 2005
Joutes, lanceurs de drapeaux et le plus grand chevalier du monde confectionné de toutes pièces par la compagnie MActhiern, avec sa tonne de fer brut et ses 5 mètres de haut.